# Андре Андре
Андре Філіпе Брас Андре (порт. André Filipe Brás André; нар. 26 серпня 1989, Віла-до-Конде) — португальський футболіст, півзахисник клубу «Віторія» (Гімарайнш) і національної збірної Португалії.
Володар Кубка Португалії.

## Кар'єра
Народився 1989 року в родині Антоніу Андре, на той момент гравця «Порту» і збірної Португалії. Вихованець юнацьких команд футбольних клубів «Варзін» та «Порту».
У дорослому футболі дебютував 2008 року виступами за команду клубу «Варзін», в якій провів чотири сезони, взявши участь у 86 матчах чемпіонату.
Своєю грою за цю команду привернув увагу представників тренерського штабу клубу «Віторія» (Гімарайнш), до складу якого приєднався 2013 року. Відіграв за клуб з Гімарайнша наступні два сезони своєї ігрової кар'єри.
До складу клубу «Порту» приєднався 2015 року.

## Виступи за збірну
31 березня 2015 року дебютував в офіційних матчах у складі національної збірної Португалії.

## Титули і досягнення
- Володар Кубка Португалії: 2012-13